# Мінливість (у мінералогії)

Мінливість (набіглість) на кристалах антимоніту.

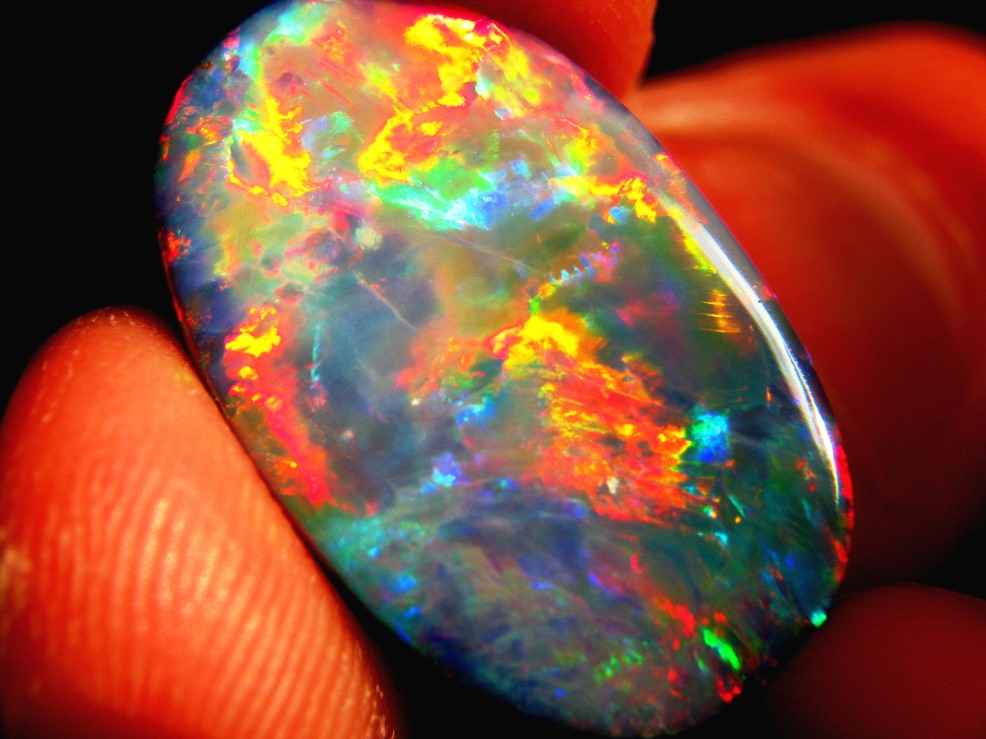
Мінливість (набіглість) на кристалі опалу.

Мінливість (також англ. tarnish, нім. Anlauf m, Anlaufen n – явище у мінералогії утворення переливчастої строкато забарвленої плівки на поверхні мінералу, зумовлене інтерференцією падаючого світла і відбиттям його від внутрішніх поверхонь мінералу, тріщин спайності або від поверхонь будь-яких включень.
Інші назви: Гра кольорів, Шилер-ефект (останнє — від нім. Schiller — гра кольорів (I.W.Judd, 1885)).